# Lyon - La Duchère
Lyon - La Duchère is een Franse voetbalclub uit Lyon. De club speelt in de Championnat de France amateur.

## Geschiedenis
De club werd opgericht in 1964 als AS Lyon-Duchère door Fransen die terugkeerden uit Algerije, nadat het land onafhankelijk geworden was. In 1988 promoveerde de club naar de toenmalige Division 4 en twee seizoenen later stootte de club door naar de Division 3. Midden jaren negentig verzeilde de club in financiële problemen en werd teruggezet naar de Division Honneur. In 2000 promoveerde de club naar de CFA 2, de vijfde klasse. In 2005 en 2006 speelde de club in de CFA en daarna opnieuw vanaf 2009. In 2016 promoveerde de club naar de Championnat National. 
Op 4 juni 2020 werd de naam veranderd in SC Lyon. De club werd laatste in 2021 en degradeerde. Op 27 mei 2021 wijzigde de clubnaam opnieuw, nu in Lyon - La Duchère. Ondanks een 5de plaats degradeerde de club in 2023. De degradatie moest de club redden van het faillissement omdat een klasse lager de budgetten beperkter zijn. 